# Waziristan

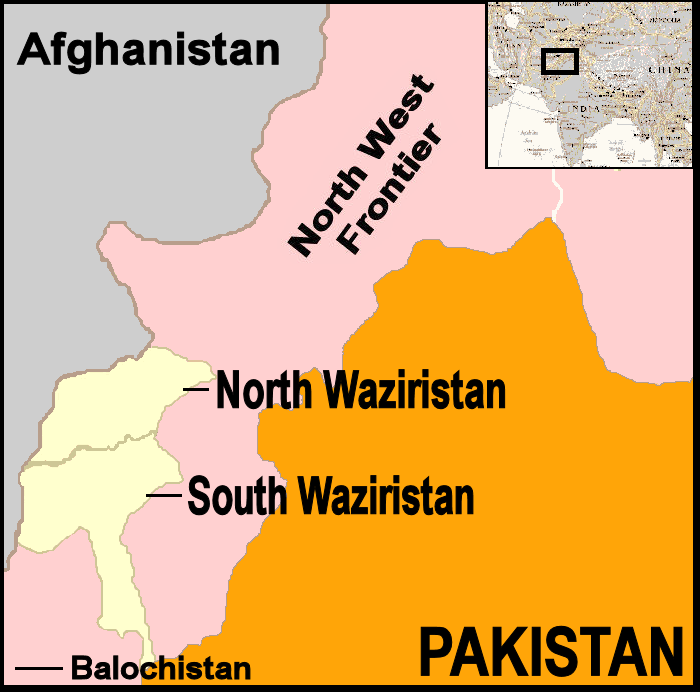
Locatie van Waziristan

Waziristan is een streek in Pakistan, behorend tot de Federaal Bestuurde Stamgebieden. Het gebied is gelegen aan de grens met Afghanistan en wordt onderverdeeld in Noord-Waziristan en Zuid-Waziristan. 
Noord-Waziristan wordt bewoond door de Wazir-stammen en Zuid-Waziristan wordt bewoond door de Mahsuds. Beide worden tot de Pathanen gerekend. Een belangrijke bron van inkomsten naast de landbouw en veeteelt is smokkelen en de verwerking van opium.

## Geschiedenis
In 1893 werd door de Engelsen de Durandlijn vastgesteld; hiermee werd de grens tussen Afghanistan en Pakistan vastgelegd. Waziristan werd hierdoor een onafhankelijk gebied dat niet door de Engelsen beheerst werd. In 1947 werd Waziristan onderdeel van Pakistan. Het gebied bleef tamelijk vrij van overheidsbemoeienis. Veel Waziris hebben aan de zijde van de Taliban meegevochten toen deze de macht grepen in Afghanistan. Omdat de Pathanen aan beide zijden van de grens wonen, zijn er mensen getrouwd en zijn mensen hierdoor van en naar Waziristan getrokken.

## Recente geschiedenis
Na de val van de Taliban in Afghanistan zijn veel Taliban, maar ook Al Qaida-strijders naar Waziristan getrokken om daar een veilig heenkomen te vinden. Omdat generaal Pervez Musharraf, tot augustus 2008 president van Pakistan, in de strijd tegen het terrorisme de Verenigde Staten steunde, is deze een politieke en militaire campagne gestart om hen uit Pakistan te verdrijven. De Pakistaanse regering heeft twee opties gegeven: de Taliban en Al-Qaida verlaten Waziristan vrijwillig of de Waziris verdrijven de buitenlanders. In een stammenoverleg heeft een meerderheid gekozen voor het verwijderen van de "terroristen". Enkele stammen, waaronder de Ahmedzai, kozen ervoor de banden met hun oude vrienden niet te verbreken. 
Intussen hebben ook in Waziristan vrijheidsstrijders de onafhankelijkheid uitgeroepen. Ze noemen hun staat Islamitische Emiraten van Waziristan.